# Antoine de Pas de Feuquières
Antoine de Pas de Feuquières (16. dubna 1648 – 27. ledna 1711) byl francouzský generál. Byl synem diplomata Isaaca de Feuquières.
Ve vojsku Ludvíka XIV., sloužíc pod Maršálem Luxembourgem, Turennem a Catinatem, vynikal svou statečností.
Byl zatažen do jedové aféry, když Adam Lesage tvrdil, že Feuquières se svým bratrancem Maršálem Luxembourgem požádali Lesage, aby jim dodal jed. Feuquières byl vyšetřován v roce 1680, ale nebyly nalezeny žádné argumenty a ani okolnosti nesvědčily proti němu: jeho vojenská kariéra nebyla dotčena.
Jeho zásah určil rozhodný výsledek bitvy u Neerwindenu roku 1693, které se účastnil v hodnosti generálporučíka a velel větší části jezdectva.
Do nemilosti upadl o několik let později, neboť mluvil příliš svobodomyslně.
Pak se již věnoval psaní svých válečných memoárů, na nichž Voltaire založil své „Siècle de Louis XIV“.